# 賴特阿爾姆山
47°37′0″N 12°48′0″E / 47.61667°N 12.80000°E

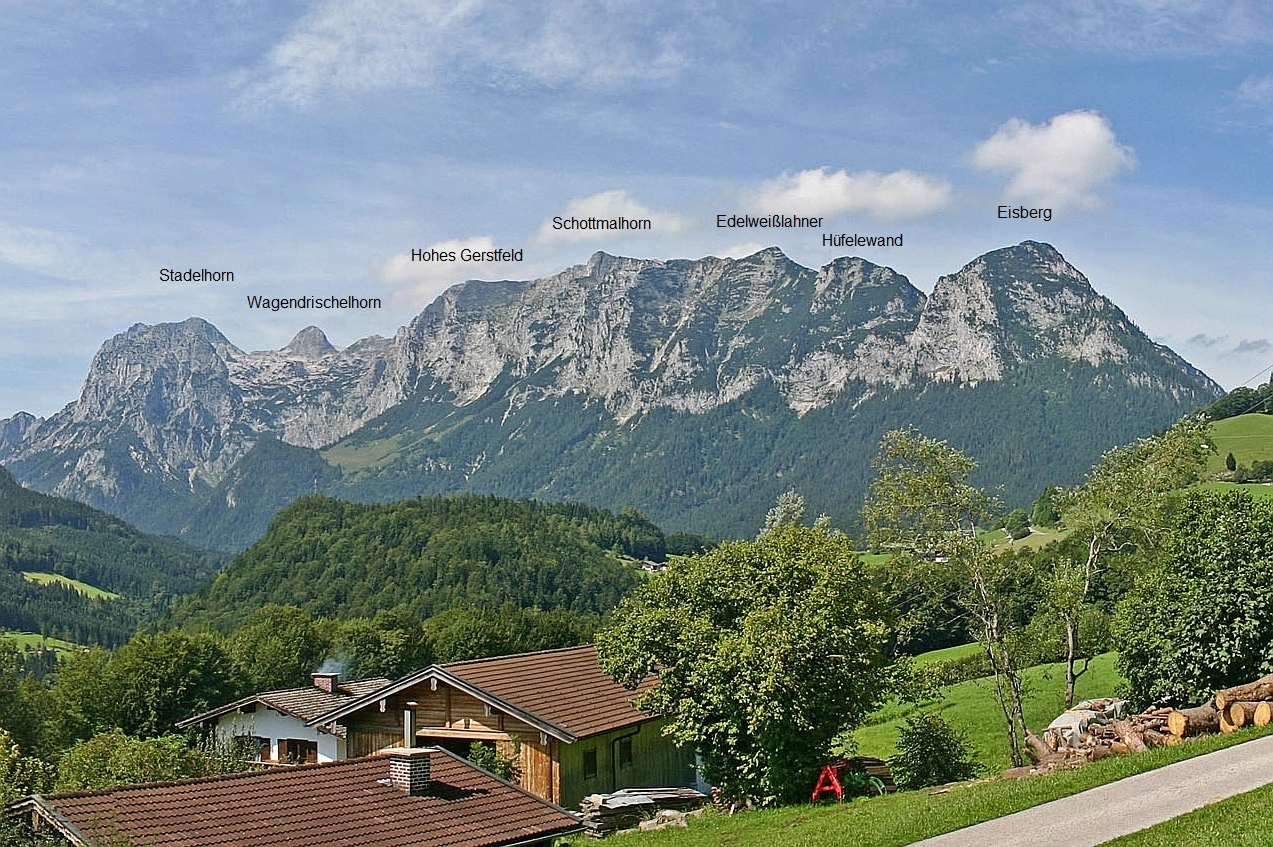

賴特阿爾姆山（德語：Reiter Alm），是德國的山峰，位於該國東南部，由巴伐利亞負責管轄，屬於阿爾高阿爾卑斯山脈的一部分，距離埃爾弗山2.9公里，海拔高度2,320米。